# إدي سنكلير
إدي سنكلير (بالإنجليزية: Eddie Sinclair)‏ هو لاعب سنوكر بريطاني، ولد في 5 مايو 1937 في Knightswood ‏ في المملكة المتحدة، وتوفي في 23 يناير 2005.

## روابط خارجية
- إدي سنكلير على موقع CueTracker.net (الإنجليزية)